# چیلیوک
شهر چیلیوک(به انگلیسی: City of Chilliwack) یکی از شهرهای کشور کانادا واقع در منطقهٔ فریزر ولی در استان بریتیش کلمبیا است. جمعیت این شهر در سرشماری سال ۲۰۱۱ در کانادا ۷۷٬۹۳۶ نفر اعلام شد. این شهر در فاصله ۸۰ کیلومتری جنوب شهر ونکوور قرار دارد. به دلیل این نزدیکی با شهر ونکوور باعث شده‌است که ساکنان ونکوور، بسیاری از فعالیت‌های تفریحی همانند: اسب‌سواری، گردش‌های پایان هفته، ماهی‌گیری و گلف را در این شهر انجام بدهند.

## جغرافیای منطقه
ژرف‌سنگ چیلیوک بزرگ‌ترین ژرف سنگ در جنوب غربی منطقهٔ بریتیش کلمبیا است. این ژرف سنگ با قدمت ۲۶ تا ۲۹ میلیون سال در کمربند آتشفشانی پمبرتون قرار دارد. این منطقه دارای ۱۱ پارک استانی می‌باشد که مهم‌ترین آن‌ها: پارک آبشار برایدال ویل و پارک دریاچه چیلیوک هستند.

## آب و هوا
آب و هوای چیلیوک معتدل است و برای کشاورزی آب و هوای مناسب دارد. بالاترین دمای ثبت شده در این شهر ۳۸٫۲ درجه سانتیگراد در روز ۲۹ ژوئیه ۲۰۰۹ است.

## اقتصاد
چیلیوک بخشی از منطقه لوئر مین‌لند در بریتیش کلمبیا است. تقریباً ۵۰٪ اقتصاد این شهر در راه تولیدات ناخالص داخلی هم‌چون: خدمات مالی، بیمه، ساخت و تجارت خرده‌فروشی و عمده‌فروشی به دست می‌آید. همچنین گردشگری ،جنگل‌داری و کشاورزی از دیگر منابع درآمد اقتصادی این شهر هستند.